# جيمس ماكدونالد (صناعي)
جيمس ماكدونالد (بالإنجليزية: James McDonald)‏ هو صناعي أمريكي، ولد في 12 سبتمبر 1843، وتوفي في 15 يناير 1915.